# بلمانت (لوئیزیانا)
بلمانت (به انگلیسی: Belmont) یک منطقهٔ مسکونی در ایالات متحده آمریکا است که در لوئیزیانا واقع شده‌است. بلمانت ۳۶۱ نفر جمعیت دارد و ۱۰۶٫۹۹ متر بالاتر از سطح دریا واقع شده‌است.